# Silvio Valenti Gonzaga
Silvio Valenti Gonzaga (1 de março de 1690 - 28 de agosto de 1756) foi um nobre italiano e cardeal católico.

## Biografia
Nasceu em Mântua em 1º de março de 1690. Segundo dos quatro filhos do Marquês Carlo Valenti e Barbara Andreasi. Tio do cardeal Luigi Valenti Gonzaga (1776). Tio-avô do cardeal Cesare Guerrieri Gonzaga (1819).
Estudou no Collegio de' Nobili, Parma; e na Universidade de Ferrara, onde obteve o doutorado in utroque iure, direito canônico e civil, em 27 de setembro de 1710. Além de seu italiano nativo, ele falava grego, latim e francês. Recebeu o diaconato em 20 de maio de 1731.
Camareiro privado do Papa Clemente XI. Subdatário de Sua Santidade. Ablegato para trazer o barrete vermelho ao cardeal Mihály Frigyes Althan em Viena, 1719; permaneceu por dois anos em uma missão especial para obter a restituição da cidade de Comacchio aos estados papais. Referendário do Supremo Tribunal da Assinatura Apostólica e da Graça, 17 de junho de 1724. Arquimandrita commendatario de S. Salvatore de Messina desde 1724.
Ordenado em 3 de junho de 1731.
Eleito arcebispo titular de Niceia, em 18 de junho de 1731. Consagrado em 22 de julho de 1731, em Roma, pelo cardeal Álvaro Cienfuegos, S.J., auxiliado por Giuseppe Spinelli, arcebispo titular de Corinto, núncio em Flandres, e por Carlo Alberto Guidobono Cavalchini, arcebispo titular de Filippi. Nomeado núncio em Flandres, em 20 de outubro de 1731. Núncio na Espanha, em 2 de fevereiro de 1736.
Criado cardeal-presbítero no consistório de 19 de dezembro de 1738. Legado em Bolonha, em 30 de setembro de 1739. Participou do conclave de 1740, que elegeu o Papa Bento XIV. Secretário de Estado e prefeito da Sagrada Congregação da Sagrada Consulta, 20 de agosto de 1740 até sua morte. Recebeu o gorro vermelho e o título de S. Prisca em 16 de setembro de 1740. Camerlengo da Santa Igreja Romana, em 25 de fevereiro de 1747 até sua morte. Prefeito da Sagrada Congregação de Propaganda Fide, 27 de março de 1747 até sua morte. Optou pelo título de S. Calisto, em 15 de maio de 1747. Camerlengo do Sagrado Colégio dos Cardeais, em 20 de janeiro de 1749. Fundador da Pinacoteca Capitolina em 1749. A partir de 1751, sua saúde precária limitou o desempenho de suas inúmeras responsabilidades. Optou pela ordem dos bispos e pela sé suburbicária de Sabina, em 9 de abril de 1753.
Morreu em Viterbo em 28 de agosto de 1756. Exposto e enterrado, temporariamente, na catedral de Viterbo. Em 31 de janeiro de 1757, foi transferido para Roma e sepultado na igreja de S. Boaventura, dos Franciscanos Reformados, no túmulo que havia construído para si.
Ele possuía uma grande coleção de pinturas (incluindo o Retrato de Lorenzo Cybo), que, após sua morte, foi vendida em 18 de maio de 1763 em Amsterdã e as pinturas de Salvator Rosa e Francesco Solimena se dispersaram em vários locais.